# Babites ezers
Babites ezers este o arie protejată (arie specială de conservare — SAC, sit de importanță comunitară — SCI, arie de protecție specială avifaunistică — SPA) din Letonia întinsă pe o suprafață de 2.988,15 ha, integral pe uscat.

## Localizare
Centrul sitului Babites ezers este situat la coordonatele 56°55′02″N 23°43′48″E / 56.9172°N 23.7301°E.

## Înființare
Situl Babites ezers a fost declarat arie de protecție specială avifaunistică în mai 2004 pentru a proteja 38 de specii de animale. Alte tipuri de protecție:
- sit de importanță comunitară (în mai 2004)
- arie specială de conservare (în mai 2004)[1][3][4]

## Biodiversitate
Situată în ecoregiunea boreală, aria protejată conține 5 habitate naturale: Pășuni de coastă din Baltica boreală, Lacuri eutrofice naturale cu vegetație de tip Magnopotamion sau Hydrocharition, Cursuri de apă de la nivel de câmpie la nivel montan, cu vegetație Ranunculion fluitantis și Callitricho-Batrachion, Liziere de ierburi înalte hidrofile de câmpie și de nivel montan până la alpin, Pajiști aluvionare boreale nordice.
La baza desemnării sitului se află mai multe specii protejate:
- păsări (32): gârliță mare (Anser albifrons), gâscă de semănătură (Anser fabalis), rață-cu-cap-castaniu (Aythya ferina), rața moțată (Aythya fuligula), Aythya marila, buhai de baltă (Botaurus stellaris), buha (Bubo bubo), Bucephala clangula, chirighiță-cu-obraz-alb (Chlidonias hybridus), chirighiță neagră (Chlidonias niger), barză albă (Ciconia ciconia), barză neagră (Ciconia nigra), erete de stuf (Circus aeruginosus), Clangula hyemalis, cristeiul de câmp (Crex crex), Cygnus columbianus bewickii, lebădă de iarnă (Cygnus cygnus), lebădă de vară (Cygnus olor), egretă albă (Egretta alba), lișiță (Fulica atra), codalb (Haliaeetus albicilla), stârc pitic (Ixobrychus minutus), pescăruș râzător (Larus ridibundus), ferestraș mic (Mergus albellus), ferestrașul mare (Mergus merganser), bătăuș (Philomachus pugnax), corcodel-urechiat (Podiceps auritus), cresteț cenușiu (Porzana parva), cresteț pestriț (Porzana porzana), chiră mică (Sterna albifrons), chiră de baltă (Sterna hirundo), silvie porumbacă (Sylvia nisoria)
- mamifere (2): vidră de râu (Lutra lutra), liliac de iaz (Myotis dasycneme)
- pești (4): avat (Aspius aspius), zvârluga (Cobitis taenia), țipar (Misgurnus fossilis), boarță (Rhodeus sericeus amarus)

Pe lângă speciile protejate, pe teritoriul sitului au mai fost identificate 2 specii de plante, 7 specii de păsări, 4 specii de mamifere, 2 specii de nevertebrate.